# Magnolia mariusjacobsia
Magnolia mariusjacobsia är en magnoliaväxtart som beskrevs av Hans Peter Nooteboom. Magnolia mariusjacobsia ingår i släktet Magnolia och familjen magnoliaväxter. Inga underarter finns listade i Catalogue of Life.